# Недзяли (гміна Барцяни)
Недзяли (пол. Niedziały) — село в Польщі, у гміні Барцяни Кентшинського повіту Вармінсько-Мазурського воєводства.
Населення — 138 осіб (2011).
У 1975-1998 роках село належало до Ольштинського воєводства.

## Демографія
Демографічна структура станом на 31 березня 2011 року:
|          | Загалом | Допрацездатний вік | Працездатний вік | Постпрацездатний вік |
| -------- | ------- | ------------------ | ---------------- | -------------------- |
| Чоловіки | 67      | 14                 | 45               | 8                    |
| Жінки    | 71      | 7                  | 47               | 17                   |
| Разом    | 138     | 21                 | 92               | 25                   |